# Mauro Borges Lemos
Mauro Borges Lemos (Cássia, 23 de abril de 1954) é um economista brasileiro.
Doutorado em economia pela Universidade de Londres, fez pós-doutorado na Universidade de Illinois e na Universidade de Paris. Colaborou com entidades como Coordenação de Aperfeiçoamento de Pessoal de Nível Superior (Capes), o Conselho Nacional de Desenvolvimento Científico e Tecnológico (CNPq), a Fundação de Amparo à Pesquisa do Estado de São Paulo (Fapesp), a Fundação de Amparo à Pesquisa do Estado de Minas Gerais (Fapemig) e a Financiadora de Estudos e Projetos (Finep), atuando como pesquisador e consultor técnico.

## Biografia
Em 2011, assumiu a presidência da Agência Brasileira de Desenvolvimento Industrial (ABDI). Na sua gestão, implantou o Plano Brasil Maior e o programa Inovar Auto, de incentivo à indústria automobilística.
Assumiu o comando do Ministério do Desenvolvimento, Indústria e Comércio Exterior (MDIC) em 2014, substituindo o ministro Fernando Pimentel.Permaneceu no cargo até o fim do primeiro mandato da presidente Dilma Rousseff, sendo substituído em 2015 por Armando Monteiro.  Exerceu, até dezembro de 2016, o cargo de presidente da Companhia Energética de Minas Gerais (CEMIG), escolhido pelo governador do Estado, Fernando Pimentel.
Em maio de 2016, foi denunciado pelo Ministério Público Federal no âmbito da Operação Acrônimo, juntamente com o governador de Minas Gerais, Fernando Pimentel, e os empresários Carlos Alberto de Oliveira Andrade e Benedito Rodrigues de Oliveira Neto, o Bené, além de Otílio Prado, Fábio Mello e Antônio dos Santos Maciel Neto.